# ローリー・マツカワ
ローリー・マツカワ (英語: Lori Lei Matsukawa、1965年 - ) は、アメリカ・ワシントン州シアトルのNBC系列テレビ局KING５で36年間アンカーを務めた日系アメリカ人ニュースキャスターである。
第二次世界大戦中の日系人収容問題や、ソルトレークシティーやカナダのバンクーバーで開かれた冬季五輪などを取材し、エミー賞を2度受賞。2019年のアンカー引退時には、地元のシアトルタイムズ紙が1面に特集記事を掲載した。
アジア系アメリカン人ジャーナリスト協会から米国メディアの多様性の促進に貢献したとして顕彰された他、2022年には旭日双光章を授与された。

## 経歴
マツカワはハワイ州で育った。両親はともに教師で、2人の姉妹がいる。高校生の時にミス・ホノルルに選ばれ、ミス・ティーンエイジ・アメリカで優勝。スタンフォード大学在学時にはサンフランシスコのCBS系列局KPIXやハワイの地元メディアでインターンシップに参加した。アジア系アメリカ人向けの学生メディアなどで記事を書き、トリシア・トヨタやウェンディ・トクダといったニュースキャスターを目標とした。
スタンフォード大学でコミュニケーション学の学位を取得後、カリフォルニア州レディングやオレゴン州ポートランドの地元テレビ局などに勤務。1983年からはKING 5で勤務し、ワシントン州初のアジア系知事、ゲイリー・フエイ・ロックの州政や冬季五輪を取材。2011年の東日本大震災は日本からレポートした。
2003年には、ワシントン州日本文化市民会館（日系ヘリテージ協会）設立に携わった他、有色人種のジャーナリスト希望の学生への奨学金授与の立ち上げも支援した。
ニュースディレクターのラリー・ブラックストックと結婚。息子が1人いる。

## 受賞
- 2005年　アジア系アメリカ人ジャーナリスト協会の生涯功労賞[11]
- 2015年　外務大臣表彰[8]
- 2018年　第二次世界大戦中の日系人収容問題を取り上げた"Prisoners in Their Own Land"で地域エミー賞を受賞[12]
- 2019年　シアトルの日系2世の元軍人たちを記録した写真家のドキュメンタリー"Shane Sato: Portraits of Courage"で2度目のエミー賞を受賞[13][14]
- 2022年　旭日双光章を受章[15]